# تيموفي كالاتشيف

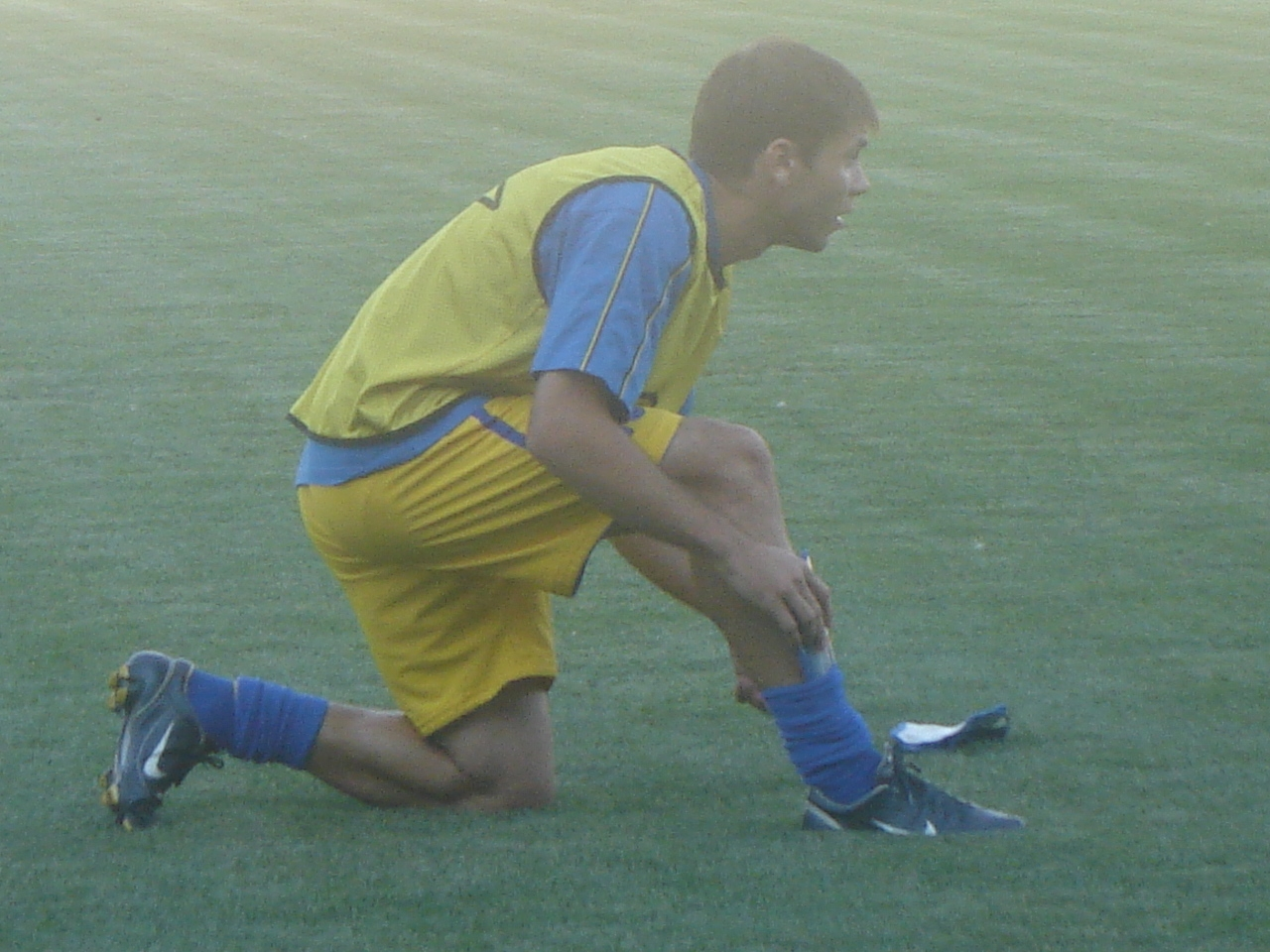

تسيمافي سيارييفيتش كالاتشوف (بالروسية: Калачёв, Тимофей Сергеевич)‏ (مواليد 1 مايو 1981 في موغيليف) لاعب كرة قدم بيلاروسي دولي يجيد اللعب في خط الوسط . يلعب حاليا لصالح نادي روستوف الروسي منذ 2010 .

## روابط خارجية
- تيموفي كالاتشيف على موقع الاتحاد الأوربي (الإنجليزية)
- تيموفي كالاتشيف على موقع اتحاد أوكرانيا (الإنجليزية)
- تيموفي كالاتشيف على موقع قاعدة بيانات كرة القدم.إي يو (الإنجليزية)
- تيموفي كالاتشيف على موقع ناشيونال فوتبول تيمز (الإنجليزية)
- تيموفي كالاتشيف على موقع Soccerway.com (الإنجليزية)
- تيموفي كالاتشيف على موقع عالم كرة القدم.نت (الإنجليزية)
- تيموفي كالاتشيف على موقع AS.com (الإسبانية)